# Belmont-Luthézieu
Belmont-Luthézieu korábbi község (település) Franciaországban, Ain megyében. 2019. január 1-jén Lompnieu, Sutrieu és Vieu községgel egyesült és Valromey-sur-Séran új község része lett.
Lakosainak száma 606 fő (2018. január 1.). Belmont-Luthézieu Artemare, Champagne-en-Valromey, Saint-Martin-de-Bavel, Sutrieu, Thézillieu, Vieu és Virieu-le-Grand községekkel határos.

## Népesség
A település népességének változása:
| Lakosok száma | 526  | 572  | 606  | 601  | 606  |
|               | 2013 | 2015 | 2016 | 2017 | 2018 |